# Municipio de Na-Au-Say
El municipio de Na-Au-Say (en inglés: Na-Au-Say Township) es un municipio ubicado en el condado de Kendall en el estado estadounidense de Illinois. En el año 2010 tenía una población de 8145 habitantes y una densidad poblacional de 91,89 personas por km².

## Geografía
El municipio de Na-Au-Say se encuentra ubicado en las coordenadas 41°35′32″N 88°18′45″O / 41.59222, -88.31250. Según la Oficina del Censo de los Estados Unidos, el municipio tiene una superficie total de 88.64 km², de la cual 88.64 km² corresponden a tierra firme y (0%) 0 km² es agua.

## Demografía
Según el censo de 2010, había 8145 personas residiendo en el municipio de Na-Au-Say. La densidad de población era de 91,89 hab./km². De los 8145 habitantes, el municipio de Na-Au-Say estaba compuesto por el 77.02% blancos, el 10.15% eran afroamericanos, el 0.38% eran amerindios, el 3.94% eran asiáticos, el 0.01% eran isleños del Pacífico, el 5.89% eran de otras razas y el 2.6% pertenecían a dos o más razas. Del total de la población el 16.64% eran hispanos o latinos de cualquier raza.